# Kreuz (Familienname)
Kreuz ist ein deutscher Familienname.

## Herkunft und Bedeutung
Kreuz ist entweder ein Wohnstätten- oder ein Herkunftsname. Als Wohnstättenname geht er auf das mittelhochdeutsche kriuze  oder kriuz bzw. das mittelniederdeutsche kruze (deutsch: Kreuz) zurück; er bezeichnete also Personen die an einem Kreuz (etwa dem Dorfkreuz), einer Wegkreuzung oder an einer Kirche bzw. einem Stift zum Heiligen Kreuz wohnten. Auch Haus- und Hofnamen mit Kreuz als Bestandteil können namengebend gewesen sein. Als Herkunftsname erfolgte die Benennung nach dem Siedlungsnamen Kreuz (mehrfach, hauptsächlich in Bayern und Österreich).

## Varianten
- Kreutz, Creutz, Kreuzer, Kreutze

## Namensträger
- Angela Kreuz (* 1969), deutsche Schriftstellerin
- Arnošt Kreuz (auch Ernst Kreuz; 1912–1974), tschechoslowakischer Fußballspieler
- August Kreuz (1873–ca. 1960), deutscher Landwirt, Domänenverwalter und Sachbuchautor
- Bärbel Kreuz (* 1955), deutsche Kinderärztin und Politikerin
- Emil Kreuz (1867–1932), deutscher Komponist
- Ernst Kreuz (* 1940), deutscher Fußballspieler
- Erwin Kreuz (1927–2010), westdeutscher USA-Tourist
- Gottfried Eugen Kreuz (* 1978), österreichischer Klassischer Philologe
- Hans Kreuz (1924–2001), deutscher Bildhauer
- Johannes Kreuz († 1413), Abt im Kloster St. Blasien im Südschwarzwald
- Lisl Kreuz (1923–2016), deutsche Malerin und Philanthropin
- Lothar Kreuz (1888–1969), deutscher Mediziner
- Manfred Kreuz (* 1936), deutscher Fußballspieler
- Markus Kreuz (* 1977), deutscher Fußballspieler
- Maximilian Kreuz (* 1953), österreichischer Komponist
- Michael Kreuz (1929–2015), deutscher Holzbildhauer
- Patric-Alexander Kreuz, deutscher Klassischer Archäologe und Hochschullehrer
- Peter Kreuz (* 1966), deutscher Sach- und Fachbuchautor, Unternehmer und Vortragsredner
- Sarah Kreuz (* 1989), deutsche Sängerin
- Wilhelm Kreuz, Pseudonym von Walther Schreiber (Dramatiker) (1887–1969), deutscher Dramatiker, Journalist und Schriftsteller
- Wilhelm Kreuz (* 1949), österreichischer Fußballspieler